# Alonso Guerrero Pérez
Alonso Guerrero Pérez (Mèrida, Badajoz, 12 de novembre de 1962) és un escriptor i professor d'ensenyament secundari.
Va néixer a Mèrida, però es va educar a Almendralejo (Badajoz). És llicenciat en Filosofia i Lletres. Ha guanyat diversos premis literaris, incloent-hi el Premi Felipe Blat de Villanueva de la Serena (1982) i el Premi Navarra de Novel·la (1987). A més de ficció, ha escrit assaig, crítica literària i periodisme d'opinió.
Pel que fa a la seva vida privada, el 1998 es va casar amb Letizia Ortiz, que després seria Reina d'Espanya.

## Obres
- Tricotomía (1983)
- Los años imaginarios (1987)
- Los ladrones de libros (1991)
- El hombre abreviado (1998)
- El durmiente (1998)
- Fin del milenio en Madrid (1999)
- De la indigencia a la literatura (2004)
- El edén de los autómatas (2004)
- La muerte y su antídoto (2004)
- Doce semanas del siglo XX (2007)
- Un palco sobre la nada (2012)
- Un día sin comienzo (2014)
- El mundo sumergido (2016)
- El amor de Penny Robinson (2018)